# The Dubliner
The Dubliner är en krogkedja, etablerad i Göteborg, Stockholm och Köpenhamn. Pubarna har en irländsk inspiration i sin inredning och image, vilket även märks i namnet som anspelar på Irlands huvudstad, Dublin.